# Wisconsin Wing Civil Air Patrol
A Wisconsin Wing Civil Air Patrol (WIWG) é o mais alto escalão da Civil Air Patrol no estado de Wisconsin. A sede da Wisconsin Wing está localizada em Madison. A ala de Wisconsin é membro da Região dos Grandes Lagos da CAP juntamente com as alas dos Estados de: Ohio, Indiana, Kentucky, Michigan e Illinois. A Wisconsin Wing consiste em mais de 1.000 membros cadetes e adultos em 27 locais em todo o estado de Wisconsin.

## Missão
A Wisconsin Wing tem três missões: fornecer serviços de emergência; oferecer programas de cadetes para jovens; e fornecer educação aeroespacial para membros da CAP e para o público em geral.

### Serviços de emergência
A Civil Air Patrol realiza serviços de emergência em situações de emergência por meio de diversas missões, entre elas: busca e salvamento (SAR); gestão de emergência; reconhecimento aéreo; ajuda humanitária e operações antidrogas além de missões de transporte, todas as quais são suporte para a segurança nacional. As tripulações podem realizar buscas visuais e eletrônicas, enquanto as equipes de solo localizam o alvo de busca com equipamento de localização de direção. Após um desastre, o pessoal da PAC fornece apoio humanitário, incluindo transporte aéreo/terrestre, bem como uma extensa rede de comunicações.

### Programas de cadetes
A Civil Air Patrol oferece um programa de cadetes para jovens de 12 a 21 anos, que é organizado como um programa de treinamento de dezesseis passos que oferece educação aeroespacial, treinamento de liderança, preparação física e liderança moral. O currículo do programa de cadetes é composto de aptidão física, desenvolvimento de liderança, desenvolvimento de caráter e educação aeroespacial. Os cadetes podem receber promoções e posições de liderança mais avançadas à medida que progridem no programa.

### Educação Aeroespacial
A Civil Air Patrol oferece educação aeroespacial para seus membros voluntários e para o público em geral. O programa de educação interna para membros da CAP educa membros seniores e cadetes; o programa externo para o público em geral é fornecido por meio de oficinas oferecidas através do sistema educacional do país.
A Wisconsin Wing oferece educação aeroespacial para cadetes e membros seniores do CAP, oferecendo viagens a convenções, aeroportos, bases militares e outros locais relacionados de interesse aeroespacial.
Para educar o público, a Wisconsin Wing informa o público em geral sobre as atividades da aviação e do espaço e apóia oficinas de educação aeroespacial para professores em faculdades e universidades em todo o Estado. A Wisconsin Wing também mantém relações de trabalho com agências de educação locais e várias organizações nacionais, como a FAA, NASA e a Associação da Força Aérea para facilitar a educação aeroespacial nas escolas.

## Estrutura

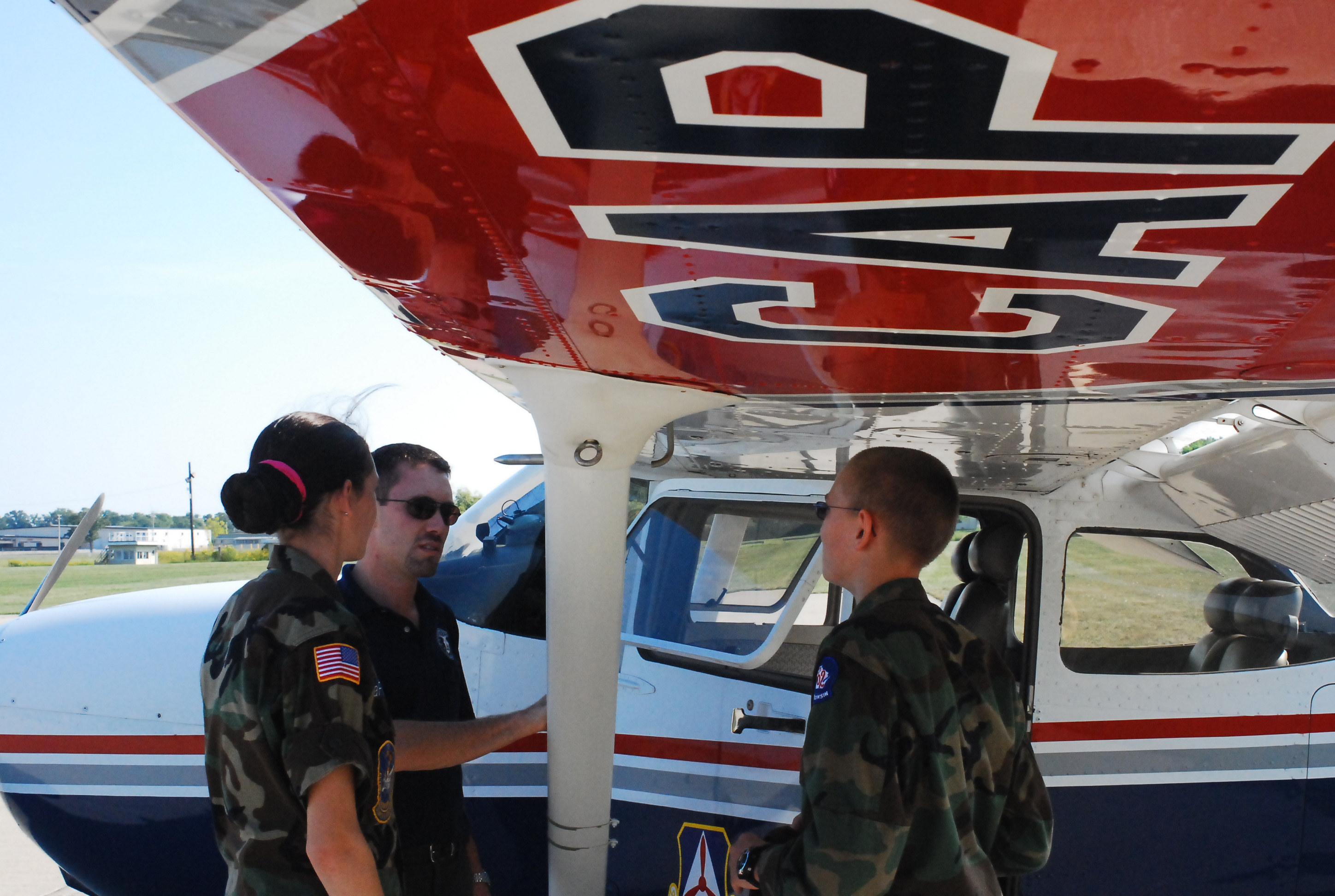
Cadetes da Civil Air Patrol sob a asa de uma aeronave da CAP no Aeroporto Regional de Wittman.

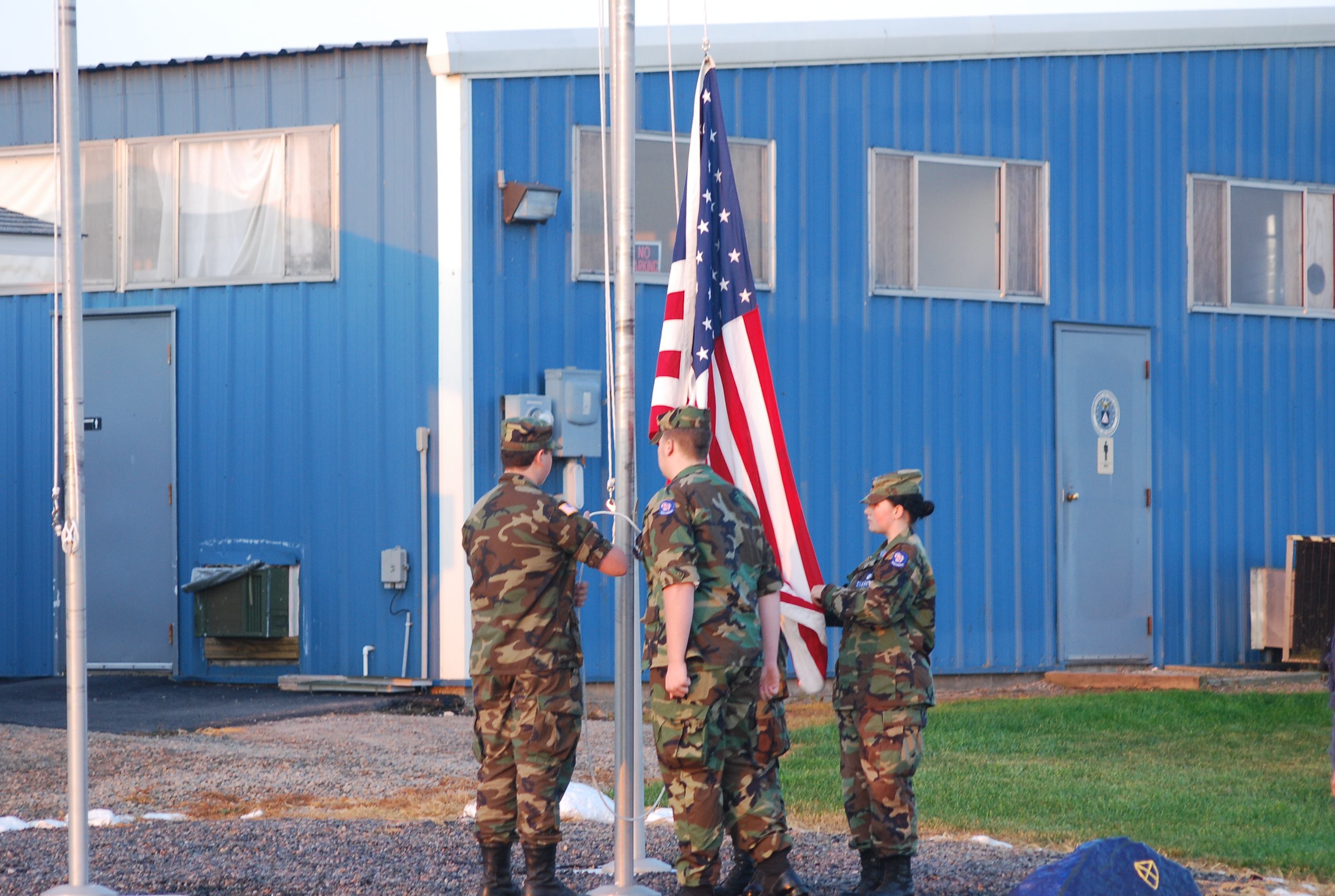
Os cadetes da Wisconsin Wing da CAP hasteiam a bandeira americana no Aeroporto Regional de Wittman.

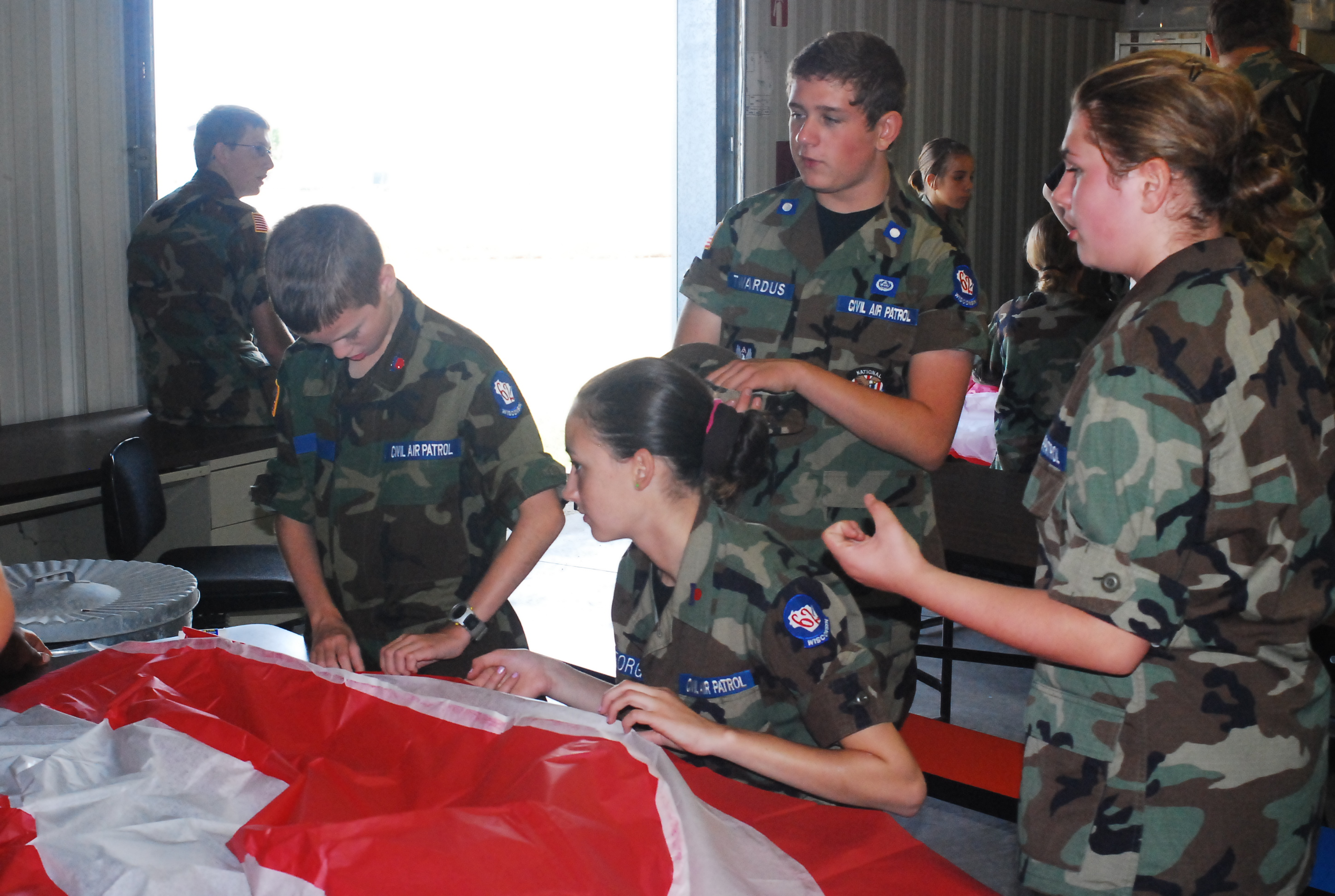
Cadetes da CAP trabalham juntos no Aeroporto Regional de Wittman em Winnebago County, Wisconsin.

A Wisconsin Wing é dividida em seis grupos em todo o estado, com cada esquadrão sendo designado como um componente de um grupo com base em sua localização geográfica. Cada Grupo conduz seus próprios treinamentos e programas, bem como participa de treinamentos e eventos em larga escala com o restante da Illinois Wing.
| Grupo         | Designação | Nome do esquadrão                             | Localização     |
| ------------- | ---------- | --------------------------------------------- | --------------- |
|               | WI000      | Wisconsin Wing Reserve Squadron               | Madison         |
| North West    | WI037      | La Crosse Composite Squadron                  | La Crosse       |
|               | WI053      | Wild Rivers Composite Squadron                | Hayward         |
|               | WI058      | R.I. Bong Senior Squadron                     | Superior        |
|               | WI161      | Eau Claire Composite Squadron                 | Eau Claire      |
| North Central | WI135      | Eagle River Composite Squadron                | Eagle River     |
|               | WI183      | Stevens Point Composite Squadron              | Stevens Point   |
|               | WI194      | Rib Mountain Senior Squadron                  | Wausau          |
| North East    | WI049      | Tri-County Composite Squadron                 | Menominee       |
|               | WI055      | Fox Cities Composite Squadron                 | Appleton        |
|               | WI166      | 248th Tactical Air Flight 169                 | Shawano         |
|               | WI169      | Brown County Senior Squadron                  | De Pere         |
|               | WI197      | Door County Composite Squadron                | Sturgeon Bay    |
| East Central  | WI002      | Timmerman Composite Squadron                  | Milwaukee       |
|               | WI013      | Sheboygan Composite Squadron                  | Sheboygan Falls |
|               | WI046      | West Bend Composite Squadron                  | West Bend       |
|               | WI086      | Milwaukee Senior Support Squadron 10          | Milwaukee       |
|               | WI144      | Ozaukee Composite Squadron                    | Grafton         |
| South East    | WI048      | Waukesha Composite Squadron                   | Waukesha        |
|               | WI059      | Racine Composite Squadron                     | Racine          |
|               | WI061      | Milwaukee Composite Squadron 5                | Milwaukee       |
|               | WI064      | Kenosha Composite Squadron                    | Kenosha         |
|               | WI184      | Walco Composite Squadron                      | Elkhorn         |
| South West    | WI008      | Rock County Composite Squadron                | Janesville      |
|               | WI057      | Colonel R.C. Jaye Memorial Composite Squadron | Watertown       |
|               | WI151      | Green County Flight                           | Oregon          |
|               | WI153      | Madison Composite Squadron                    | Madison         |
|               | WI196      | Col Sac Composite Squadron                    | Baraboo         |

## Proteção legal
Os empregadores dentro das fronteiras de Wisconsin são obrigados por lei a dar aos seus funcionários que são membros da Civil Air Patrol até quinze dias anuais (embora não mais do que cinco dias consecutivos por vez) de licença sem vencimento se esses funcionários forem chamados a responder a uma emergência como parte da CAP. Os empregadores estão proibidos de discriminar um funcionário em potencial devido à sua filiação à Civil Air Patrol.